# Bravest Warriors

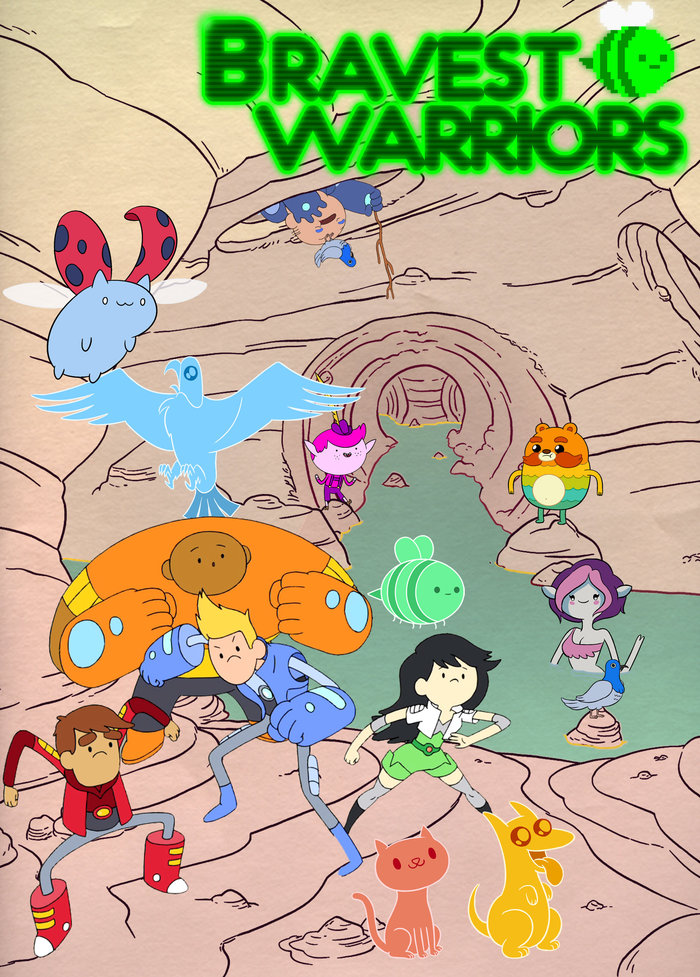

Bravest Warriors egy amerikai animációs websorozat a Frederator Studios hivatalos YouTube csatornáján, a „Cartoon Hangover”-en, melynek alkotója Pendleton Ward, a Kalandra fel! című rajzfilmsorozat kitalálója, rendezője, és írója. A sorozat írója és rendezője Breehn Burns, vezető producerei Fred Seibert, Burns, Will McRobb és Chris Viscardi.
3085-öt írunk, ahol nyomon követhetjük négy fiatal, tizenéves szuperhős kalandjait, ahogy körbeutaznak a világegyetemben, aranyos idegen lényeket mentenek meg, és legyőzik a gonoszt, érzelmeiket, és hőérzékeny harci matricáikat használva. A Bravest Warriors első epizódját a Cartoon Hangover-en 2012. november 8-án töltötték fel. A sorozat egy rövidfilmen alapul, melyet a Nicktoons Random! Cartoons sorozatában vetítettek először, 2009. január 10-én. 2012. október 24-én a Boom! Studios kiadta a róluk készült képregény adaptációkat is.
|  | Alább a cselekmény részletei következnek! |

## Történet
Adott a távoli jövő, NeoMars városa. Adott számos kedves, céltalan, gyakran veszélyes idegen lény, és számos ember a vörös bolygón felépített, virágzó civilizáción. Adott négy fiatal, akik hősök (Bátor Harcosok) gyermekei. Egy tóba süllyedt, láthatatlan óriás robot belsejében élnek, felszerelve a legfejlettebb technológiai vívmányokkal, mint holografikus toalett, bálna alakú űrjármű, hőérzékeny matricákból előpattanó, fegyverré alakuló energia állatkák, nem beszélve a robot tetejére illesztett, forgó szárnyú, fa sirályról. Miután szüleiket elnyeli az Átlátszó Zóna, erre a négy tinédzserre marad a feladat, hogy magukra öltsék hőérzékeny csata matricáikat, ők legyenek az univerzum új őrzői, a Legbátrabb Harcosok. Életveszélyes kalandjaik során felfedezik, hogy érzéseik mekkora erővel bírnak, hogy a tér és az idő szabályai teljesen lényegtelenek, és hogy technikailag minden alkalommal fölöslegesen, bugyuta, gyermeteg okok miatt kockáztatják életüket.

## Szereplők
- Chris Kirkman (hangját kölcsönzi Charlie Schlatter (pilot), Alex Walsh (web sorozat)): A Legbátrabb Harcosok vezére. Bátor, nemes lelkű, és olyan emocionális, hogy érzelmei erejével akár tárgyakat is képes mozgatni. Vonzódik Beth iránt.

Fegyvere: A pilot-ban Chris rendelkezett a Villám Karddal, mely azonnali vihart idézett az adott területen. A sorozatban Matrica Állata egy zöld méh, mely képes egy méhkas karddá alakulni, beszélni, vagy megsokszorozódva megcsipkedni az ellenséget.
- Beth Tezuka (hangját kölcsönzi Tara Strong (pilot), Lilana Mumy (web sorozat)): A csapat egyetlen női tagja. Jól ért a különböző orvosi műszerekhez, analizátorokhoz. Többnyire érettebben viselkedik, mint a csapat többi tagja, ugyanakkor gyakran egy jellemtelen személyiség.

Fegyvere: A pilot-ban Beth-é volt a Fénylő Maelström, mely egy fém markolatú, zöld energia ostor volt. A sorozatban Matrica Állata egy vöröses-narancs színű macska, mely többnyire kilencágú, macska fejes ostorrá, óriási macska buborékká képes átváltozni.
- Danny Vasquez (hangját kölcsönzi Rob Paulsen (pilot), John Omohundro (web sorozat)): A csapat vagány tagja, a marsi Új Miami-ból érkezett fenegyerek, aki imádja a gépeket, a találmányokat. A csapat szkafandereit is ő készítette hőálló, Hold Sárkány lábkörömből. Az első rövidfilmben volt egy korábbi kapcsolata Beth-el, habár erről eddig nem esett szó a sorozatban. Személyisége folyamatosan hullámzik a végeláthatatlan egoizmus, és a menthetetlen önutálat között, melynek valószínűleg az az oka, hogy gyermekként folyamatosan bántották a marsi hacker porontyok.

Fegyvere: A pilot-ban Danny felügyeletére volt bízva két Árnyék Tőr, mely összeillesztve egy jóval erősebb fegyvert eredményezett, az Óriási Forgó Árnyék Pengéket. A sorozatban Danny Matrica Állata egy aranyszínű kutya, melyet legtöbbször kardként, vagy lézerfegyverként használ, de egyéb formák felvételére is képes.
- Wallow (hangját kölcsönzi Dan Finnerty (pilot), Ian Jones-Quartey (web sorozat)): Wallow a csapat vicces kedvű tagja. Barátságos, nagydarab, intelligens. A kesztyűjébe egy apró mesterséges intelligencia van szerelve, Pixel, aki mindenre és mindenkire féltékeny.

Fegyvere: A pilotban ő forgatta a Kozmikus Láng Bárdokat, melyeket össze tudott illeszteni, ezzel halálos energia lökettel (Űr-tasztikus Inferno) lesújtani ellenfelére. A sorozatban Matrica Állata egy kék sólyom, mely képes csatabárddá, gitárrá, és gépkarabéllyá alakulni.
- Plum (hangját kölcsönzi Tara Strong): Plum először a képregényben került elő. A „Gas Powered Stick” című epizódban mutatták be. Plum egy sellő, Beth jóbarátja, akiért a csapat férfi tagjai odavannak. Plum két aggyal rendelkezik, ezek közül az egyik egy ősi rokonáé, mely bölcs, ugyanakkor ijesztő, és erőszakos is.

- Érzelem Lord (hangját kölcsönzi Breehn Burns: Egy debilis, szenilis öregember, aki veszélyes, érzelmein alapuló képességek birtokában van, többek között képes ferdíteni a valóságot, és az időt, alakot váltani. Rendelkezik egy apró, csokornyakkendős manóval, mely feljegyzi minden cselekedetét, ő a Portás. Később kiderül, az Érzelem Lord valójában Chris, 184 évvel később, aki olyan hatalmas erővel rendelkezett, hogy az Érzelem Lordok megválasztották vezetőjüknek. Bár képességei végtelenek, szigorú szabályok kötik meg a kezét. Nem irányíthatja az embereket, és nem szabad veszélyes tudást átadnia a jövőből, különben parazoknit eredményez, mely egy pár zokni képében megjelenő paradoxon.

- Impossibear (hangját kölcsönzi Michael Leon Wooley: Impossibear Wallow lakótársa, és háziállata, egy egocentrikus, szivárvány színű medve, hatalmas bajusszal.

- Catbug (hangját kölcsönzi Sam Lavagnino: A csapat másik háziállata. Egy gyermeteg, félig macska, félig katica lény.

|  | Itt a vége a cselekmény részletezésének! |